# Coenosia brunneigena
Coenosia brunneigena este o specie de muște din genul Coenosia, familia Muscidae, descrisă de Fritz Isidore van Emden în anul 1940. Conform Catalogue of Life specia Coenosia brunneigena nu are subspecii cunoscute.